# رجل

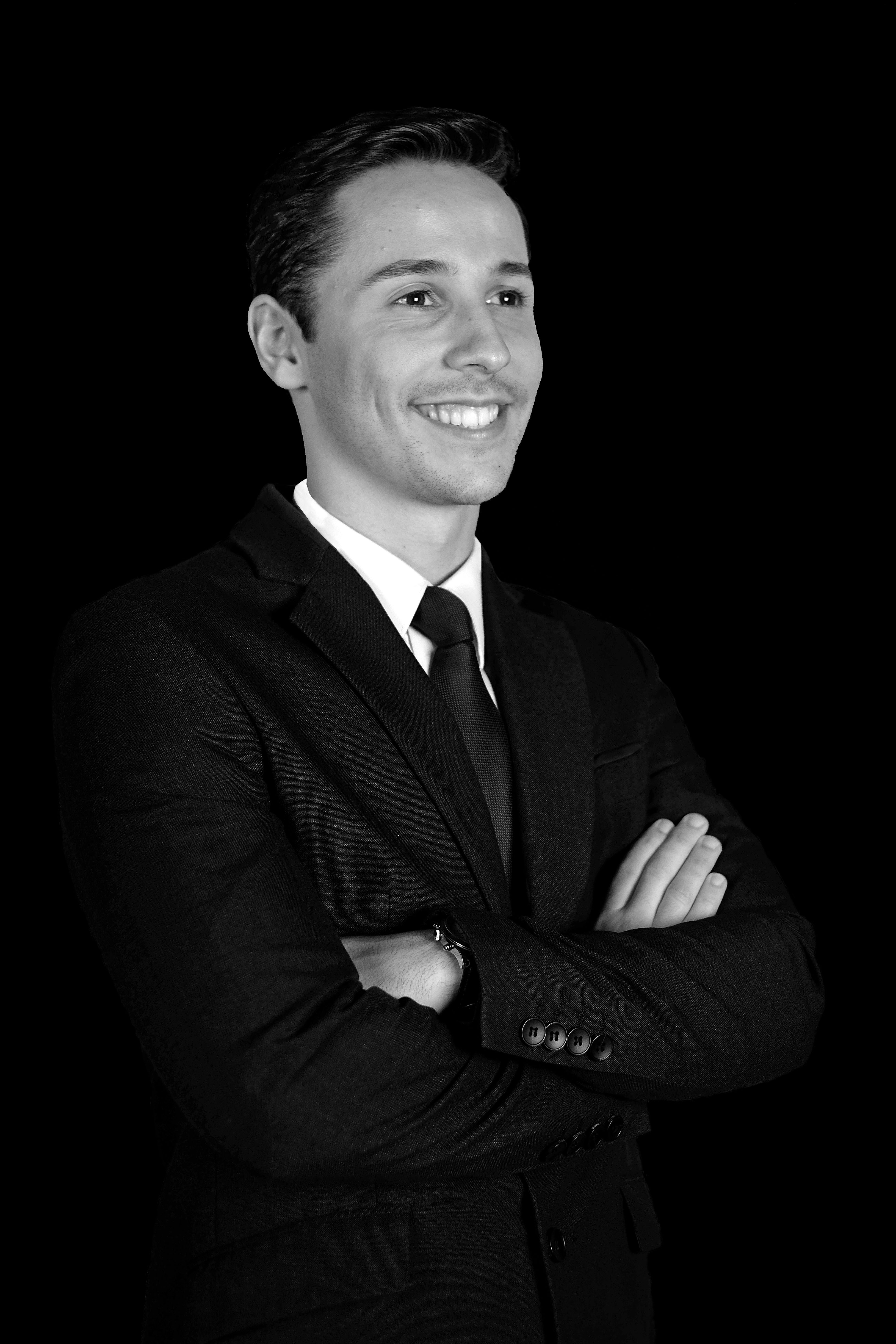
رجل

رمز الرجل

الرَّجُل هو ذكر الإنسان البالغ، وقبل سن الرشد يُشار إلى الإنسان الذكر على أنه غلام أو صبي
مثل معظم الثدييات الذكرية الأخرى، عادةً ما يرث المجموع الموروثي للرجل الصبغي X من الأم والصبغي Y من الأب. يكون التمايز الجنسي للجنين الذكر بسبب بروتين عامل تحديد الخصية (SRY) على الصبغي Y. خلال فترة البلوغ، تؤدي الهرمونات التي تحفز إنتاج الأندروجين إلى تطوير خصائص جنسية ثانوية، وبالتالي تظهر اختلافات أكبر بين الجنسين. وتشمل هذه زيادة كتلة العضلات، ونمو شعر الوجه وانخفاض تكوين الدهون في الجسم. يتميز تشريح الذكور عن تشريح الإناث من خلال الجهاز التناسلي الذكري، والذي يشمل القضيب والخصيتين وقناة الحيوانات المنوية وغدة البروستات والبربخ ، ومن الخصائص الجنسية الثانوية، الحوض الضيق، الوركين الضيقين وصغر حجم الثدي.

## تاريخ
كان للرجل دور مركزي في معظم الحضارات القديمة، حيث ارتبط اسمه غالبًا بالقيادة، الصيد، الحروب، وإدارة شؤون المجتمع. في المجتمعات الزراعية الأولى، تولّى الرجال الزراعة والدفاع عن القبائل، بينما في الحضارات الكبرى مثل مصر القديمة واليونان وروما، شارك الرجال في السياسة، الفلسفة، والعسكرية.
في العصور الوسطى، تنوّعت أدوار الرجال بين فرسان، تجار، وحرفيين، كما سيطروا على السلطة الدينية والسياسية في أغلب الثقافات. أما في عصر النهضة والقرون الحديثة، فقد ازداد التركيز على التعليم والعلم، وكان الرجال روادًا في الفنون، العلوم، والاستكشاف.
مع الثورة الصناعية، أصبح العمل في المصانع جزءًا كبيرًا من حياة الرجل، وبدأ يظهر مفهوم "رب الأسرة" الذي يعمل خارج المنزل لتأمين لقمة العيش. وفي القرن 20، تغيّرت أدوار الرجال بشكل ملحوظ بسبب الحروب، تطور القوانين، وحركات المساواة، مما أدى إلى إعادة تشكيل مفهوم الرجولة وأدوار الذكور في المجتمعات.
في العصر الحديث، أصبح للرجل أدوار متنوعة تتجاوز الصورة التقليدية، حيث يشارك في التربية، الأعمال، الفنون، والعلوم، ويعيش في عالم يعاد فيه التفكير في الأدوار الجندرية ومفاهيم القوة والمسؤولية.

## المصطلح
الرَّجُلُ ضد المرأة والجمع رِجالٌ، ورِجالاتٌ مثل جِمال وجِمالات وأَرَاجِلُ ويقال للمرأة رَجُلَة كقولك كانت عائشة رَجُلَةَ الرأي، وتصغير الرجل رُجَيْلٌ، ورُوَيْجِلٌ أيضاً على غير قياس كأنه تصغير راجل؛ والرُّجْلَةُ بالضم مصدر الرجل والراجل والأرجل يقال رجل بين الرُّجْلَةِ و الرُجُولةِ و الرُّجُوليَّةِ و رَاجِلٌ جيد الرُّجْلَةِ.
والرجل تطلق عامة على بعض الفئات كقول، رجل الأعمال، ورجل الساعة، ورجل الدولة، ورجل المطافئ، ورجل الشرطة، ورجل العمل، وقول فلان من رجالات قومه أي من كبارها وسادتها وعظمائها.
يقال هذا أَرْجَلُ الرَّجُلَيْن أي أكملهما، والرجل أحياناً يعرَّف به مطلق الإنسان.

## علم الأحياء

### الصحة
رغم أن غالبية التفاوتات الصحية العالمية بين الجنسين تطال النساء، إلا أن هناك حالات يعاني فيها الرجال من وضع أسوأ. تعد النزاعات المسلحة مثالًا على ذلك، إذ غالبًا ما يكون الرجال في عداد الضحايا المباشرين. خلصت دراسة تناولت النزاعات في 13 دولة خلال الفترة الممتدة من عام 1955 حتى عام 2002 إلى أن الذكور شكلوا نسبة 81% من جميع وفيات الحروب العنيفة. وبمعزل عن النزاعات المسلحة، فإن المناطق التي تتميز بارتفاع معدلات العنف، مثل المناطق التي تسيطر عليها عصابات المخدرات، تشهد ارتفاعًا في معدلات الوفيات بين الرجال. يرجع ذلك إلى المعتقدات الاجتماعية التي تربط ما بين المُثل الذكورية والسلوك العدواني والتصادمي. وأخيرًا، ترتبط التغيرات المفاجئة والجذرية التي تمس البيئات الاقتصادية، وفقدان شبكات الأمان الاجتماعي، وتحديدًا الإعانات الاجتماعية والقسائم التموينية، بارتفاع مستويات استهلاك الكحول والضغط النفسي بين الرجال، وهو ما يؤدي إلى ارتفاع معدلات الوفاة بين الذكور. ويرجع ذلك إلى أن مثل هذه الأوضاع تحول دون تمكن الرجال من إعالة أسرهم، وهي المهمة التي لطالما اعتبرت «جوهر الرجولة». وجدت تحاليل رجعية لأشخاص أصيبوا بالزكام أن الأطباء استخفوا في تقديرهم للأعراض الظاهرة على الرجال، وأبدوا استعدادًا أكبر لإرجاع الأعراض والمرض للنساء بالمقارنة مع الرجال. تعيش النساء لمدة أطول من الرجال في جميع البلدان، وعبر كافة الفئات العمرية بحسب السجلات الموثوقة المتاحة. في الولايات المتحدة، يعد الوضع الصحي للرجال أضعف من حاله عند النساء من جميع الطبقات الاجتماعية. وتعد صحة الرجال من غير البيض رديئةً على نحو خاص. يشكل الرجال العاملون في الأشغال الخطيرة نسبةً مرتفعةً، ويستأثرون بحصة الأسد في وفيات العمل. علاوةً على ذلك، يقدم الأطباء خدمات ونصائح أقل للرجال، ويقضون أوقاتًا أقل مع الرجال مما يقضونه مع النساء في كل موعد طبي.

## الجنسانية والنوع الاجتماعي
تختلف الجنسانية والانجذاب لدى الذكور من فرد إلى آخر، وقد يتأثر السلوك الجنسي للرجال بالعديد من العوامل، ومن جملتها النزعات الوراثية، والشخصية، والنشأة، والثقافة. يشكل المثليون جنسيًا ومزدوجو التوجه الجنسي أقليتين كبيرتين من الرجال، وذلك على الرغم من كون معظم الرجال مغايرون جنسيًا. تستعمل معظم الثقافات نظامًا ثنائيًا للنوع الاجتماعي، يشكل فيه الرجل واحدًا من نوعين اجتماعيين اثنين، والآخر هو المرأة.
يعد معظم الرجال متوافقون مع جنسهم، وتنطبق هويتهم الجندرية مع جنسهم الذكري المحدد عند الولادة. يملك الرجال العابرون جنسيًا هويةً جندريةً ذكوريةً لا تتطابق مع جنسهم الأنثوي المحدد عند الولادة، وقد يخضعون لعلاج تذكيري بالهرمونات البديلة و/أو لجراحة إعادة تحديد الجنس. قد يملك الرجال ثنائيو الجنس صفات جنسية لا تتوافق مع المفاهيم النموذجية المميزة لبيولوجيا الذكور. قدرت مراجعة منهجية نشرت في عام 2016 نسبة الأشخاص الذين عرفوا عن أنفسهم كعابرين جنسيًا من إناث إلى ذكور بـ0.256%. وأظهر استطلاع يعود إلى عام 2017 شمل 80,929 طالبًا في ولاية مينيسوتا أن عدد المراهقين الذين حدد جنسهم كإناث وكانوا قد عرفوا عن أنفسهم كعابرين بلغ تقريبًا ضعف عدد المراهقين الذين حدد جنسهم كذكور.

## الدور الاجتماعي

### الذكورة
الذكورة (والتي تعرف أحيانًا بالرجولة أو الرجولية) هي مجموعة من السمات والشمائل الشخصية المرتبطة بالصبية والرجال. تشير بعض الأبحاث إلى تأثر بعض السلوكيات التي تعتبر ذكورية بالناحية البيولوجية، وذلك رغم أن الذكورة تعد بنيةً اجتماعيةً بطبيعة الحال. يعد مدى تأثر الذكورة بعوامل بيولوجية أو اجتماعية موضع نقاش. تختلف الذكورة عن تعريف الجنس البيولوجي الذكري، حيث يمكن لكل من الذكور والإناث إظهار صفات ذكورية. عمومًا، يواجه الرجال وصمةً اجتماعيةً عند إظهارهم لصفات أنثوية، أكثر مما تواجهه النساء عند إظهارهن لصفات ذكورية. كذلك يمكن لذلك أن يتجلى على شكل رهاب المثلية.
تختلف معايير الرجولة أو الذكورة عبر الثقافات والفترات التاريخية المختلفة. وفي حين تبدو مظاهر الذكورة الخارجية مختلفةً باختلاف الثقافة، إلا أن هناك بعض الجوانب المشتركة المرتبطة بتعريفها عبر الثقافات كافة. يعد الزواج العامل الأكثر شيوعًا وحسمًا، الذي يميز ما بين الطفولة والرجولة في جميع الثقافات الغابرة، وكذلك في الثقافات التقليدية وغير الغربية. ظلت بعض الصفات المرتبطة تقليديًا بالزواج (على غرار الواجبات الثلاثة ألا وهي الحماية، والإعالة، والإنجاب) تعتبر دليلًا على بلوغ الرجولة خلال أواخر القرن العشرين.

### العلاقات
لا تختلف العلاقات الأفلاطونية بين الرجال والنساء عن بعضها إلى حد كبير، وذلك رغم وجود بعض الفروقات. إذ عادةً ما تميل الصداقات التي تشمل الرجال إلى أن تكون مبنيةً على النشاطات المشتركة، بدلًا من الكشف عن الذات والاتصال الشخصي. تختلف تصورات الصداقة التي تشمل الرجال باختلاف الثقافات والفترات الزمنية. أما في العلاقات الرومانسية المغايرة، يتوقع من الرجال أن يأخذوا دورًا استباقيًا، وأن يبادروا بالعلاقة، وأن يضعوا خططًا للمواعيد الغرامية، وأن يتقدموا للزواج.

### المنزلة
أظهرت الأنثروبولوجيا تمتع الذكورة بمكانة اجتماعية خاصة، وحالها في ذلك حال الثروة، والعرق، والطبقة الاجتماعية. فمثلًا، عادةً ما ترتفع المكانة الاجتماعية بازدياد الذكورة في الثقافة الغربية. وهو ما تعكسه العديد من الكلمات الإنجليزية مثل كلمة virtue (فضيلة)، وكلمة virile (فحولي) المشتقة من الجذر الهندي الأوروبي vir بمعنى رجل. يمنح امتياز الذكورة الرجال حقوقًا وامتيازات أكثر من النساء في معظم الثقافات. أما في المجتمعات التي لا تعطي الرجال امتيازات قانونية خاصة، فإنهم عادةً ما يشغلون عددًا أكبر من المناصب النافذة، ويؤخذ الرجال بجدية أكبر في المجتمع. ويرتبط هذا بـ«الضغط الموضوع على الدور الجندري»، إذ يواجه الرجال ضغوطًا مجتمعيةً متناميةً من أجل الامتثال بالأدوار الجندرية.

## التعليم
حصل الرجال تقليديًا على قدر أكبر من التعليم مما حصلت عليه النساء نتيجةً للتعليم أحادي الجنس. لا يعد التعليم الشامل، وهو التعليم الابتدائي والثانوي الذي تقدمه الدولة بصرف النظر عن الجنس، معيارًا عالميًا، حتى وإن كان مفترضًا في معظم الدول المتقدمة. تغير التوازن في العديد من الدول المتقدمة خلال القرن الحادي والعشرين، وأصبح الرجال الآن متخلفين عن النساء في التعليم.
يعد احتمال أن يشغل الرجال مناصب في هيئات تدريسية في الجامعات أكبر من مقابله لدى النساء.
بلغت نسبة الرجال الذين يجيدون القراءة والكتابة حول العالم 90% في عام 2020، وذلك بالمقارنة مع 87% من النساء. ولكن تعد كل من إفريقيا جنوب الصحراء وجنوب غرب آسيا متأخرتين عن بقية العالم، إذ تبلغ نسبة الرجال الذين يجيدون القراءة والكتابة في إفريقيا جنوب الصحراء 72%.

## الحقوق
يتمتع الرجال في معظم المجتمعات بقدر أكبر من الحقوق القانونية والثقافية بالمقارنة مع النساء، ويعتبر كره النساء أكثر انتشارًا في المجتمع من كره الرجال. عادةً ما يتلقى الرجال دعمًا أقل بعد وقوعهم ضحايًا للاعتداء الجنسي، ويعتبر اغتصاب الذكور موصومًا بالعار. وبالمثل، يواجه العنف المنزلي ضد الرجال نفس هذه الوصمة. يصف معارضو الختان الممارسة على أنها انتهاك لحقوق الإنسان. تسعى حركة حقوق الآباء إلى دعم الآباء المطلقين الذين لم ينالوا حقوقًا متساويةً في رعاية أطفالهم. تمثل الحركة الرجولية استجابةً للقضايا التي يواجهها الرجال في الدول الغربية. وتشمل مجموعات مؤيدة للنسوية مثل حركة تحرير الرجال، ومجموعات مناهضة للنسوية مثل المانوسفير.

## الرمز الجنسي
الرمز الشائع الذي يمثل الجنس الذكري أو الرجل هو رمز كوكب المريخ (♂)،  وهذا الرمز من ضمن رموز الكواكب وهو مطابق تمامًا لرمز المريخ. أول من استخدمه للدلالة على الجنس الذكري كارولوس لينيوس عام 1751. ينظر إلى الرمز أحيانًا على أنه تمثيل منمق لدرع ورمح يمثل إله الحرب والزراعة مارس في دين روما القديمة مذكور في الأساطير رومانية. وهناك رأي يرجح أن هذا الاشتقاق "خيالي" وتوجد أدلة تاريخية حسب استنتاج الباحث الفرنسي كلود دي سوميز بأنه مشتق من الرمز (θρ) وهو اختصار للاسم اليوناني الذي أطلق على كوكب المريخ، ثوروس «Thouros».

## العمر والمصطلح
يستخدم المصطلح رُجُولَة لوصف الحالة العمرية بعد الطفولة بما في ذلك المرحلة الأخيرة من فترة البلوغ، حيث تظهر المعالم الجنسية الثانوية على الشخص، كتفاحة آدم وشعر الوجه. والمصطلح بحد ذاته مرتبط بمعاني الفحولة (virility)، والذكورة (masculinity)، وله متطلباته الاجتماعية.

## البيولوجيا والجنس
يُظهِر الإنسان تبايناً كبيراً في المظهر الخارجي لكلا الجنسين، ويكمن الفارق الأساسي بينهما في الوزن والطول والبنية الجسمية؛ ومن أهم هذه المظاهر التي تميز الذكر عن الأنثى:
- شعر عانة أكثر
- شعر وجه أكثر
- يدان وقدمان أكبر
- أكتاف أعرض وصدر أوسع
- جمجمة وعظام أكبر
- دماغ أكبر حجماً ووزناً
- كتلة عضلية أكبر
- تفاحة آدم أكبر وصوت أعمق
- طول أكثر
- نسبة طول أكبر بين عظمة الفخذ وعظمة الساق.

### المعالم الجنسية

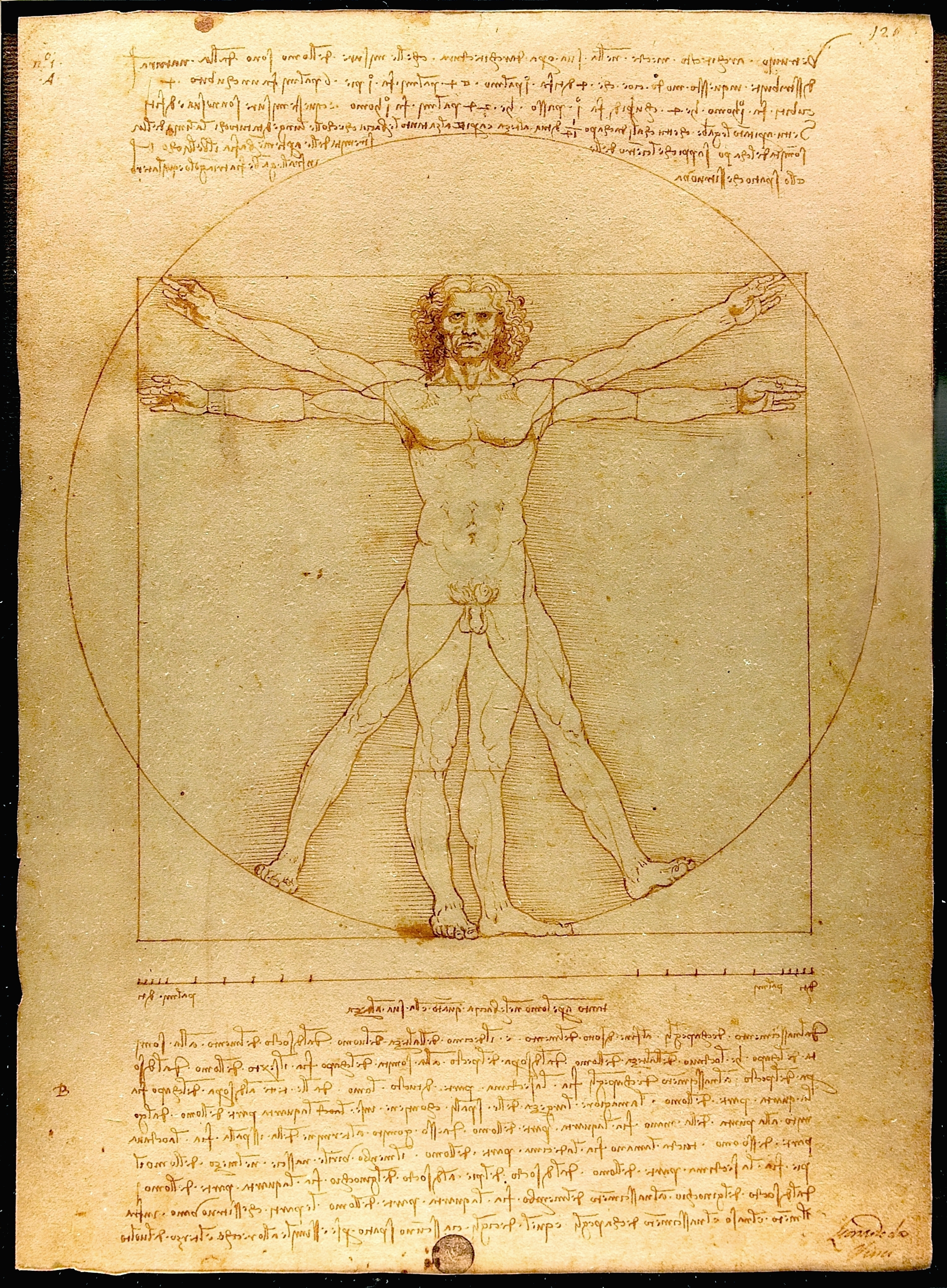
لوحة الرجل الفيتروفي لليوناردو دافنشي تظهر الأبعاد الجسمانية لذكر الإنسان.

تتحدد الملامح الجنسية لكلا الجنسين البشريين الذكر والأنثى؛ عند تخصيب البويضة في رحم الأم بالحيوان المنوي القادم من الأب، فإذا اقترن الصبغي X من الأب والصبغي X من الأم تكون النتيجة تكون جنين أنثى (XX)، في حين لو اقترن الصبغي Y من الأب والصبغي X من الأم، يتكون الجنين ذكراً (XY). علماً أن الأم لا تعطي إلا الصبغي X دائماً، بينما يعطي الأب الالصبغي X، أو الالصبغي Y. ولكن يحدث أحياناً أن يندمج أكثر من الصبغيين في نفس الخلية المخصَّبة، واحتمالاتها العلمية كثيرة هي X (متلازمة تيرنر)، XXY (متلازمة كلاينفيلتر)، XYY (متلازمة XYY)، XXYY (متلازمة XXYY)، XXX (متلازمة XXX)، XXXX (متلازمة XXXX)، XXXXX (متلازمة XXXXX).
تنتج الغدد الجنسية الجاميت اللازم للتخصيب حيث تنتج المبايض في الأنثى البويضات وتنتج الخصيتان في الذكر الحيوانات المنوية، واتحاد هذين المُنْتَجَيْن يحدد المعالم الجنسية الأولية للجنين. في حين تحدد المعالمَ الجنسية الثانوية عواملُ أقل حسماً في تكوين الجنين، وهذه العوامل جينية في الغالب حيث تشمل كل شيء كفوارق بين الذكر والأنثى من مثل الريش الزاهي لذكور الطيور، إلى شعر الوجه عند البشر، إلى السمات السلوكية في كل نوع كالمغازلة الجنسية.

### الجندر
لتحديد جنس شخص ما لا يمكن للعوامل البيولوجية وحدها أن تقوم بهذا. فهناك رجال متحولون جنسياً أو رجال متحولون جندرياً، وهم المعرَّفون عند الولادة كإناث، ولكنهم يتصرفون كذكور. ويترتب على هذا الأمر عدة قضايا اجتماعية وقانونية ودينية.

### الجهاز التناسلي

تشريح الانسان للمناطق الانجابية والمحيطة بها عند الذكور.الأعضاء

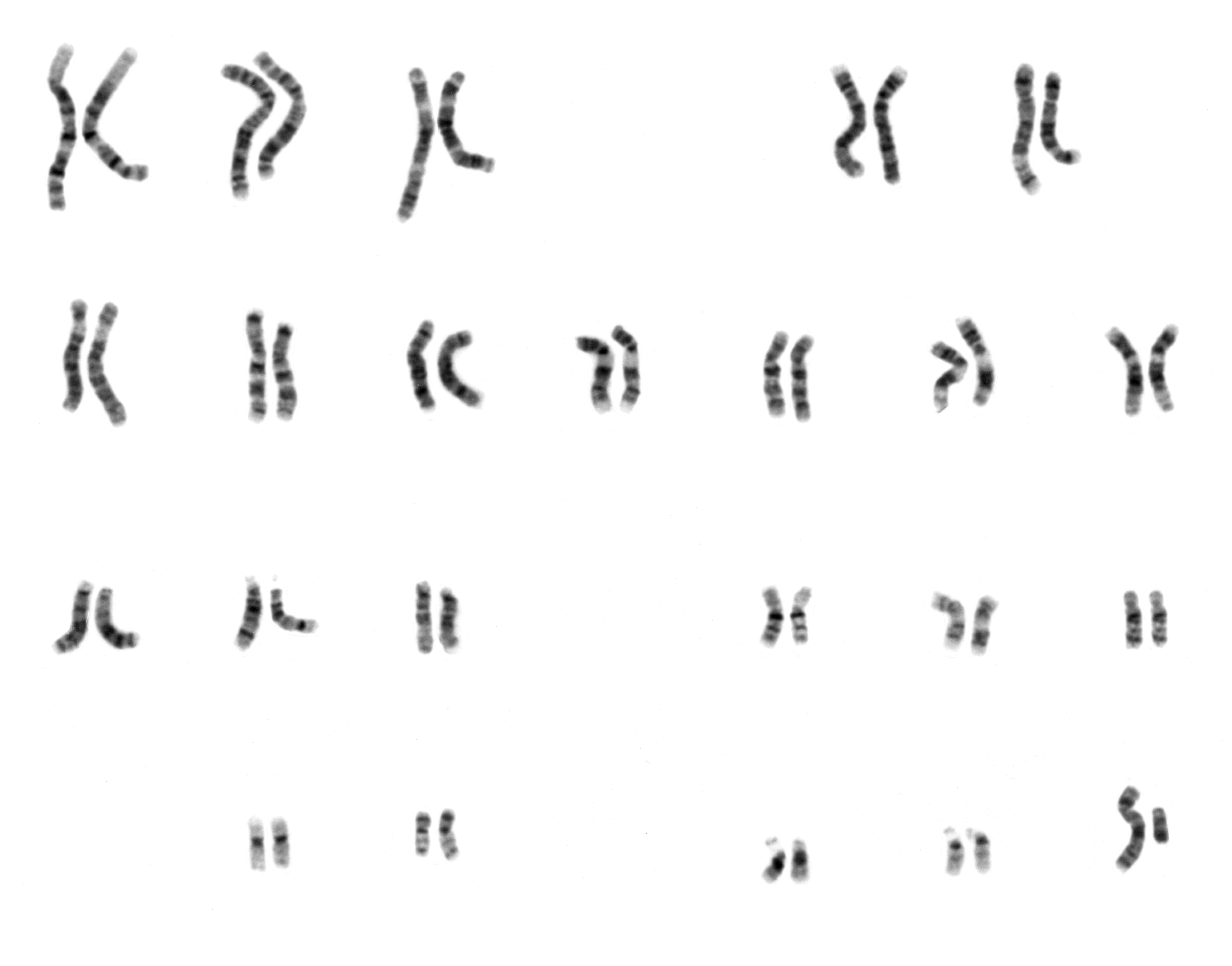
النَّمَطُ النَّوَوِيّ لذكر الإنسان باستخدام صبغة جيمزا. يملك ذكور البشر في العادة تركيب XY.

الجهاز التناسلي للذكر يشمل القضيب، والخصيتين، والأسهر، وغدة البروستات. ومهمتها إنتاج السائل المنوي الذي يحمل الحيوانات المنوية والمعلومات الجينية التي تتحد مع البويضة في رحم الأنثى، لتكوين الجنين. حيث ينتهي دور الذكر تماماً عند تخصيب البويضة ولا يلعب أي دور إطلاقاً خلال جميع مراحل الحمل اللاحقة.
هناك بعض المصطلحات الاجتماعية المرتبطة بهذه العملية (التخصيب والحمل والولادة)، هي الأبوة والأسرة.
بدعى العلم المتخصص بدراسة الجهاز التناسلي الذكري بطب الذكورة (Andrology).

### الهرمونات الجنسية
تحفز الإندروجينات ولاسيما التستوستيرون نمو الأعضاء الجنسية المشتركة في الجنين غير المحدد الجنس ثم تحفز نمو الأعضاء التي ستصبح للذكر كالقضيب والأنبوب الولفي (Wolffian ducts) والتلافيف الخصوية (Labioscrotal folds).

## الملابس

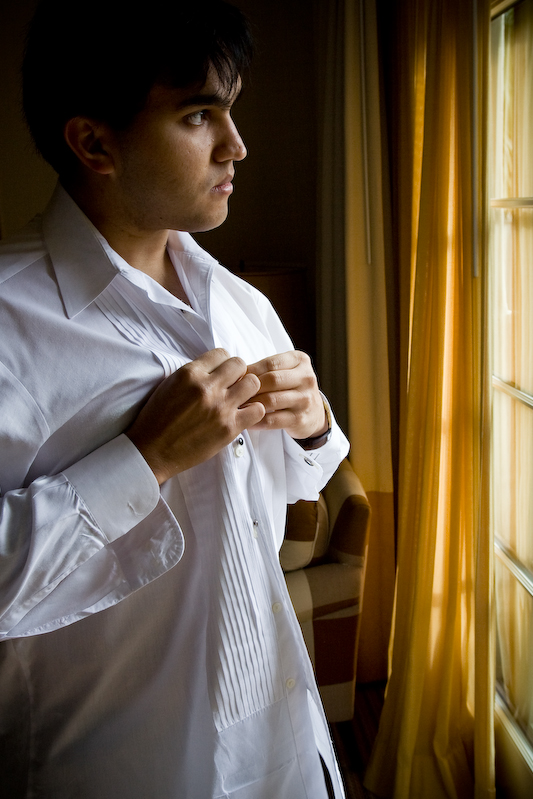
رجل يرتدي ملابس

تطورت ملابس الرجال عبر العصور بحسب الثقافة، المناخ، والمكانة الاجتماعية. في العصور القديمة، كان الرجال في الحضارات مثل مصر القديمة وبلاد ما بين النهرين يرتدون الأردية البسيطة أو التنانير المصنوعة من الكتان. أما في اليونان القديمة وروما القديمة، فكانت الملابس غالبًا على شكل عباءات مثل التوجا أو الهيماتيون، تُلف حول الجسم وتُصنع من الصوف أو الكتان.
في العصور الوسطى، بدأ يظهر التنوع في ملابس الرجال بحسب الطبقات الاجتماعية، حيث ارتدى النبلاء سترات مزخرفة ومعاطف طويلة، بينما ارتدى الفلاحون ملابس بسيطة من الصوف. أما في عصر النهضة، فظهرت الأزياء المزركشة والمنفوشة، وكانت ترمز إلى المكانة والنفوذ.
في القرن 17 والقرن 18، انتشرت البدلات الرسمية بين الطبقات الراقية، وظهرت المعاطف الطويلة والكرافات. وفي القرن 19، أصبحت البدلة الكلاسيكية (التي تتألف من سترة وسروال وربطة عنق) اللباس الرسمي للرجل في معظم الدول الغربية.
أما في القرن 20، فتغيرت أزياء الرجال بشكل كبير بسبب الحرب العالمية الأولى والحرب العالمية الثانية، والثورة الصناعية، وانتشار ثقافة البوب، حيث أصبحت الملابس أكثر عملية وبساطة. تطورت الأزياء الرجالية لتشمل الجينز، والتيشيرت، والبذلات ذات التصميم الحديث.
وفي العصر الحديث، أصبحت ملابس الرجل تعكس طابعه الشخصي أكثر من أي وقت مضى، وتنوعت بحسب السياقات من الرسمية إلى الكاجوال، مع تأثير عالمي من الموضة الغربية والشرقية على حد سواء.